# Свято-Троицкая церковь (Старый Мядель)
Свято-Троицкая церковь — православная церковь в местечке Старый Мядель Вилейского уезда Виленской губернии.

## История
3 августа 1584 года был подписан Николаем Радзивиллом «Инвентарь Мядельской, Заворночской и Склениковской волостей Вилейского повета». Согласно сведениям из инвентаря, на острове озера Мядель находилась единственная в «волости Мядельского двора» русская церковь.
После подавления Польского восстания в 1863 году, каменное здание бывшего Мядельского девичьего монастыря было передано православному приходу в Старом Мяделе.
В 1864 году был награждён скуфьей исправляющий должность Мядельского благочинного священник Григорий Бывалькевич.
В 1864 году богослужения проводились в приписной Юшковской церкви.
В «Литовских епархиальных ведомостях» от 15 сентября 1864 года было опубликовано публичное изъявление благодарности и верноподданической преданности о. Бывалькевичем в годовщину крестьянской реформы и отмены крепостного права:
«Исправляющий должность мядзиольского благочинного доносит, что временнообязанное крестьяне мядзиольского Волостного Управления, также в память годовщины освобождения их в 1 день мая 1863 года от крепостной зависимости, 8 числа минувшаго мая совершили особенное торжество о здравии и долгоденствии Всемилостивейшего Монарха. 8 мая соборне отслужена в мядзиольской приписной церкви Божественная Литургия и благодарственный молебен с коленопреклонением о благополучном Царствовании Государя Императора Александра Николаевича при большом стечении народа. Умилительно было видеть, как все присутствовавшие в храме, из коих среди Православных были и Римские Католики, едиными устами молились за Царя-Освободителя! После заамвонной молитвы о. Бывалькевичем было сказано слово: Бога бойся Царя чтите, — и когда в оном пастырь поучал между прочим слушателей тому, чтобы они дорожили Царскою милостию и молились Господу Богу при всяком Богослужении, да Господь продлит дни жизни Благочестивейшего Государя Императора Александра II, да не оскудевает крепость десницы Его на поражение всех врагов любезного нашего отечества, к низложению всех преград народного благоденствия, — все молящие пали на колени, в каковом положении отслушали и благодарственный молебен. Молящиеся вместе с певчими продолжали петь многолетие и тропарь „спаси Господи люди твоя“, — пока верующие прикладывались ко кресту, а колокольный звон еще более придавал торжественности настоящему празднику».
В 1868 году был осуществлен капитальный ремонт приписной Юшковской церкви. «Литовские епархиальные ведомости» от 15 января 1869 года сообщают следующие сведения:
«Литовская Духовная Консистория слушали рапорт Мядиольского благочинного священника Бывалькевича, от 28 августа 1868 года за № 320 о том, что на Юшковской церкви, приписной к Старо-Мядельской, сделаны: новая досчатая крыша и купол малого размера, кроме того стены оной церкви и фундамент исправлены. На таковую починку церкви пожертвовали лесной материал следующие лица: 1) помещики имения Веречаты Казелы 3 пня на 3 рубля; 2) помещик имения Юшкович Хомский 3 пня на 3 руб.; 3) помещик имения Коровиц Петельчик 1 пень на 1 руб.; 4) помещик имения Белявин Белецкий 2 пня на 2 руб.; 5) наставник народного училища Леонович 2 пня на 1 руб. 50 к. и 6) старшина Мядиольской волости Чернявский 2 пня на 2 руб., а всего лесу пожертвовано штук 13 на 12 руб. 50 коп. Прихожанами Старо-Мядельской церкви пожертвовано суммы 56 руб. 7 1/2 коп., именно: а) на уплату еврею Шмуйле за пиловку 3 коп досок 20 руб. 50 коп.; б) на уплату плотнику Семену Минчаку за перекрытие церкви, за сделание купола и исправление стены 24 руб.; в) на уплату еврею Киве Гордону за 30 фунтов гвоздей 3 руб. 75 коп.; г) на уплату ему же за 10 фунтов листового железа 1 руб. 50 коп.; д) на уплату ему же за масло и краску 3 руб. 12 1/2 коп.; е) на уплату Семену Алькевичу, за починку фундамента 2 руб. 45 коп. и ж) на покупку пня соснового дерева 1 руб. А всего пожертвовано лесом и деньгами на перекрытие Юшковской церкви, исправление стен и фундамента шестьдесят восемь руб. пятьдесят семь с половиною коп.; кроме чернорабочих от прихожан, бесплатно доставлявших на место материал и являвшихся на помощь плотнику, по его востребованию. Местному священнику, прихожанам и прочим жертвователям за усердие их к храму Божию изъявлена признательность Епархиального начальства».
В 1869 году Его Высокопреосвященство утвердил избранных съездами благочинных, их помощников и депутатов. Мядельским благочинным был назначен священник Старо-Мядельской церкви Григорий Бывалькевич, его помощником — священник Жоснянской (Слободской) церкви — Иоанн Дорошевский, духовным депутатом — священник Ново-Мядельской церкви Иоанн Шелютто.
В январе 1870 года Иван Купревич, прихожанин Старо-Мядельской церкви Мядельского благочиния, пожертвовал 3 рубля 50 копеек серебром на хоругвь, что и была куплена.
15 сентября 1870 года при Старо-Мядельской церкви Литовской епархии было открыто попечительство, утвержденное Литовской духовной консисторией.
25 сентября 1870 года правление Литовской семинарии получило от Мядельского благочинного священника Бывалькевича, при отношении за № 365, деньги 5 р. 50 коп., пожертвованные духовенством Мядельского благочиния в пользу ученической семинарской библиотеки.
Резолюцией преосвященнейшего Иосифа, епископа Ковенского, от 19 сентября 1873 года за № 435, и.д. псаломщика Старо-Мядельской церкви, Вилейского уезда, Захарий Ясинский был перемещен на ту же должность в Ново-Красносельской церкви того же уезда. Резолюцией Иосифа, епископа Ковенского, от 19 сентября 1873 г. за № 436 вакантное место псаломщика при Старо-Мядельской церкви было предоставлено окончившему курс в Литовской семинарии студенту Григорию Мирковичу.
Резолюцией Его Высокопреосвященства за № 66 — м от 31 января 1874 года по Мядельскому благочинию были утверждены следующие назначения: благочинный — священник Старо-Мядельской церкви Григорий Бывалькевич, помощник благочиннаго — священник Жоснянской церкви Иоанн Дорошевский, депутат — священник Маньковичской церкви — Михаил Миркович.
21 марта 1874 года, резолюцией Преосвященнейшего Иосифа, епископа Ковенского, и.д. псаломщика при Старо-Мядельской церкви, Вилейского уезда, Григорий Миркович уволен по прошению от  занимаемой должности.
«Литовские епархиальные ведомости» от 19 мая 1874 года содержат сведения о награждении орденом Григория Бывалькевича:
«Государь Император, в 3-й день февраля текущего года, Всемилостивейше соизволил, по удостоению Св. Синода, пожаловать орден св. Анны 3-й ст. благочинным, прослужившим 12 лет в сей должности, именно: священнику Старо-Мядельской церкви, Вилейского уезда, Григорию Бывалькевичу…».
18 января 1875 года, по резолюции Его Высокопреосвященства, был перемещен к Молодечненской церкви Мядельский благочинный, священник Старо-Мядельской церкви Григорий Бывалькевич.
В 1875 году перемещен по резолюции 12 февраля за № 118, священник Занарочской церкви того же уезда Николай Белавенцев, к Старо-Мядельской церкви.
В 1876 году, согласно расписания приходов и причтов Литовской епархии Вилейского уезда, Троицкая церковь в Старом-Мядиоле насчитывала 1 настоятеля и 2 псаломщиков. Приход включал местечко Старое-Мядело и следующие деревни: Триданы, Новоселки, Некасецки, Застен. Уговщина, Закубелье, Романовщина, дер. Моховичи, Скорода, Мисуны, Заст. Гнездище, дер. Зани, Кочаны, Бадени, Заст. Подчервячево, Петрово, Околодец, дер. Мазолевщина, Кончаны, Соболевщина, Ляховичи, Батовичи, Микраши, Юшковичи, Прегроды, Кулики, Заст. Дубовое, дер. Мовчаны, Рожково, Пехуры, Полуяны, Кадушки, Кропивна, Заневы, Судники, Кухальская, Прудники, Бояры, Шимок, Заст. Тимошковщина и Шалковщина.
15 июня 1876 года дьякон Воложинской церкви Моисей Корнилович был перемещен, согласно прошению, на вакантное место псаломщика к Старо-Мядельской церкви Вилейского уезда.
27 июня 1877 года в должности церковного старосты Старо-Мядельской церкви Вилейского уезда был утвержден крестьянин деревни Триданы Филипп Чернявский.
Согласно статистическим сведениям «Литовских епархиальных ведомостей» от 17 сентября 1878 года, Старо-Мядельская церковь насчитывала 3251 душу обоего пола.
15 января 1881 года к Старо-Мядельской церкви был перемещен согласно прошению и.д. псаломщика Нарочской церкви Вилейского уезда Георгий Москевич.
9 апреля 1881 года был удостоен Архипастырского благословения Его Высокопреосвященства Моисей Корнилович — диакон Старо-Мядельской церкви, состоящий на должности псаломщика.
26 апреля 1881 года за усердную службу был удостоен посвящения в стихарь и.д. псаломщика Старо-Мядельской (к тому времени переведенному в Молодечненскую церковь) Константин Пигулевский.

В 1893 Извеков Н. в книге «Статистическое описание православных приходов Литовской епархии» описывает православный приход в Старом Мяделе следующим образом:
«Старо-Мядельский — Мядельского благочиния. Церковь утварью достаточна. Земли 152 десятин, часть которой в 51 десятину сдается в аренду за 100 рублей. Причт состоит из священника и 2 псаломщиков. Церковные дома 2-х этажные, но ветхие. Дворов 479. Прихожан мужского пола 1870 и женского 1833».
В книге Федора Покровского "Археологическая карта Виленской губернии" вновь упоминается про Старо-Мядельскую церковь:
"В Старо-Мядельской церкви также есть высокочтимая икона Богоматери (С.У.II)".
В его книге также упоминается, что 2 легендарных колокола из Занарочской церкви, про которые рассказывал Адам Киркор в очерках под названием "Археологические путешествия по Виленской губернии", находились на мядельской колокольне.
"Литовские епархиальные ведомости" от 31 марта 1896 года содержат небольшой некролог: «19 марта скончался священник Старо-Мядельской церкви, Вилейского уезда, Николай Белавенцев, 50 лет; после него остались непристроенными два сына».
«Литовские епархиальные ведомости» от 22 декабря 1896 года содержат развернутый некролог, посвященный Николаю Белавенцеву:
«19 числа марта, в час по полудни, умер от чахотки настоятель Старо-Мядельской церкви священник Николай Белавенцев, — вдовый, 50 лет от роду и погребен благочинным 21 марта на погосте Старо-Мядельской церкви. Покойный — сын священника, родился 1 декабря 1846 г. в местечке Антолептах, Ново-Александровского уезда, Ковенской губернии. По окончании полного курса в Литовской духовной семинарии уволен из оной в 1869 году с аттестатом 2-го разряда. В 1870 году 22 апреля, резолюциею Его Высокопреосвященства определён был псаломщиком к Норицкой церкви Мядельского благочиния. Того же 1870 г. июля 17 дня Высокопреосвященнейшим Архиепископом Макарием определён во священника к занарочской церкви, Свенцянского уезда, к коей и посвящен 26 сентября 1870 года епископом Ковенским Иосифом, по 1-е марта 1875 года состоял законоучителем Занарочского народного училища. 25 февраля 1875 г. перемещен, по прошению, к сей церкви. 13 ноября 1882 г. за ревностно-усердную службу награждён набедренником. В семействе у него дети: Анатолий 13 лет, Александр 18 лет, Михаил 22 лет. Вечная ему память!»
9 апреля 1896 года на свободное место священника при Старо-Мядельской церкви, Вилейского уезда, был перемещен, согласно прошению, священник Засвирской церкви Свенцянского уезда Николай Кустов.
В 1897 году прихожанами Старо-Мядельской церкви, Вилейского уезда, на добровольные пожертвования сооружен в январе новый колокол в 10 пудов и перелит старый разбитый в 31 1/2 пуд, на что употреблено было 420 рублей.
За усердие и ревностное отношение к церковно-школьному делу в 1899/1900 учебном году было преподано Архипастырское благословение учительнице Мядельской церковно-приходской школе Гвоздикиной.
Согласно сведениям «Литовских епархиальных новостей» от 1 октября 1900 года прихожанами Старо-Мядельской церкви Вилейского уезда было пожертвовано 225 рублей на нужды оной.
24 апреля 1902 года Святейший Синод издал определение за № 1687, которым за заслуги по духовному ведомству и в честь дня Рождения Его Императорского Величества был награждён камилавкою Николай Кустов — священник церкви местечка Старого Мяделя Вилейского уезда Виленской губернии.
22 мая 1902 года было преподано Архипастырское благословение Его Высокопреосвященства: 1) полковнику Поклевскому-Козелло, пожертвовавшему в Старо-Мядельскую церковь, Вилейского уезда, пелену на аналой в 30 руб. и 10 фунтов восковых свечей; 2) московскому купцу Гергию Сметанке, пожертвовавшему полные облачения на престол, для священника и для диакона, стоимостью в 500 руб. и 3) местным жертвователям — прихожанам, пожертвовавшим иконы Св. Виленских Мучеников — в 65 р. и Пресв. Богородицы в 35 р. и разной церковной утвари на 70 рублей.
30 ноября 1902 года на 3-е трехлетие был утвержден в должности церковного старосты крестьянин деревни Бояре Игнатий Васильев Кундра.
В годы Первой мировой войны церковь оказалась на линии фронта.
В 1915 году Мядельским благочинным и настоятелем Старо-Мядельской церкви был священник Николай Кустов. 
В сентябре 1915 года в результате Свенцянского прорыва местечко Старый Мядель захватила на непродолжительное время немецкая кавалерия.
В деревне Новоселки возле местечка находился русский госпиталь и братская могила. Предположительно, в годы Первой мировой войны была уничтожена Юшковская приписная церковь, так как вблизи деревни Юшковичи три года проходила линия русско-немецкого фронта.
В 1921 году Старый Мядель вошёл в состав межвоенной Польши. Католическая церковь стремилась вернуть себе каменное здание храма.
В 1926 году в Некасецке православными была построена деревянная Свято-Троицкая церковь.
6 октября 1927 года стараниями виленского католического архиепископа Ромуальда Ялбжиковского монастырь и храм были возвращены ордену босых кармелитов.
В 1982 году возле церкви проводили раскопки археолог М. М. Чернявский и З. С. Позняк. Исследована площадь 18 м². Обнаружена керамика XV-XVI вв., а также массивный каменный фундамент и фрагмент кирпичной кладки, которые, вероятно, являются остатками униатской церкви с госпиталем, известных по документам середины XVII в.
В Национальном историческом архиве Беларуси хранятся метрические книги Старо-Мядельской Троицкой церкви за 1901-1937 гг.